# Нко (письмо)
Нко (манинка ߒߞߏ) — система консонантно-вокалического письма и шрифт, разработанные в 1949 году гвинейским писателем Соломаном Канте для языков манде в Западной Африке, а также название литературного языка, использующего это письмо. Н’ко на всех языках манде означает «я говорю».
Письмо имеет немало черт арабского алфавита, особенно направление письма (справа налево) и соединение букв. На письме обязательно обозначаются тоны и гласные.

## История
Соломана Канте создал письменность нко в ответ на распространенное в то время убеждение, что народы Африки являются нецивилизованными из-за отсутствия собственных систем письма. Нко впервые стала использоваться в Канкане (Гвинея) для языка манинка, и распространилось на все районы Западной Африки, говорящие на языках манде. 14 апреля отмечается «День алфавита Нко», так как считается, что 14 апреля 1949 года была завершена разработка письменности.
Введение алфавита нко вызвало движение по распространению грамотности на этом алфавите среди говорящих на манде как в англоязычной, так и франкоязычной части Западной Африки. Письменность нко стала действенным инструментом в формировании культурной идентичности манинка в Гвинее, и усилила идентичность манинка в других частях Западной Африки.

## Современное использование
По состоянию на 2005 год письменность нко используется главным образом в Гвинее и Кот-д’Ивуаре (соответственно, для манинка и дьюла), а также общиной в Мали (для языка бамбара). Письмом нко написаны переводы Корана, разнообразные учебники (в том числе по физике и географии), поэзия и философские работы, описания традиционной медицины, словарь. Издаются несколько местных газет. В этих публикациях используется литературный язык — койне, сочетающий элементы основных языков манде, однако имеющий сильные черты манинка.
Для всех языков манде в той или иной степени применяется расширенный латинский алфавит — как по историческим соображениям, так и потому, что он применяется разными правительствами для официальной транскрипции языков манде. В некоторых случаях, например, как у бамбара в Мали, пропаганда письменности нко привела к достаточно высокому уровню грамотности на ней. В Гамбии и Сенегале для языка мандинка широко используется арабская транскрипция.

## Алфавит
Нко пишется справа налево, буквы соединяются между собой.

### Гласные
| a | e | i | ɛ | u | o | ɔ | слоговое n |
| - | - | - | - | - | - | - | ---------- |
| ߊ | ߋ | ߌ | ߍ | ߎ | ߏ | ߐ | ߒ          |

### Согласные
| b | p | t | j | c | d | r | s | gb | f | k | l | m | ɲ | n | h | w | y |
| - | - | - | - | - | - | - | - | -- | - | - | - | - | - | - | - | - | - |
| ߓ | ߔ | ߕ | ߖ | ߗ | ߘ | ߙ | ߛ | ߜ  | ߝ | ߞ | ߟ | ߡ | ߢ | ߣ | ߤ | ߥ | ߦ |

Дополнительно используются 3 согласных: ߠ для n, появившегося в результате назализации l и r; ߧ для ɲ, появившегося в результате назализации y; ߚ для rr

### Тоны
| краткие гласные | долгие гласные | тон                           |
| --------------- | -------------- | ----------------------------- |
| ߊ               | ߊ߮              | падающий                      |
| ߊ߬               | ߊ߰              | низкий                        |
| ߊ߫               | ߊ߯              | высокий                       |
| ߊ߭               | ߊ߱              | восходящий + плавающий низкий |

### Буквы для звуков, отсутствующих в манинка
| ɓ/bʰ | tˁ/ṭ | z | ð/ʒ | dˁ/ḍ | ʀ | ʃ | g | v | x | lʰ | ɱ̩/mʰ | ŋ/nʰ | ħ | jʰ | ʕa | ə | y (ü) | zˁ/ẓ | ɗ/dʰ | θ | kp | sˁ/ṣ | ɣ | q |
| ---- | ---- | - | --- | ---- | - | - | - | - | - | -- | ---- | ---- | - | -- | -- | - | ----- | ---- | ---- | - | -- | ---- | - | - |
| ߓ߭    | ߕ߭    | ߖ߭ | ߗ߭   | ߘ߭    | ߙ߭ | ߛ߭ | ߜ߭ | ߝ߭ | ߞ߭ | ߟ߭  | ߡ߭    | ߢ߭    | ߤ߭ | ߦ߭  | ߊ߳  | ߋ߳ | ߎ߳     | ߖ߳    | ߘ߳    | ߛ߳ | ߜ߳  | ߛ߫    | ߜ߫ | ߞ߫ |

### Числа
| 0 | 1 | 2 | 3 | 4 | 5 | 6 | 7 | 8 | 9 |
| - | - | - | - | - | - | - | - | - | - |
| ߀ | ߁ | ߂ | ߃ | ߄ | ߅ | ߆ | ߇ | ߈ | ߉ |

## Нко и компьютеризация

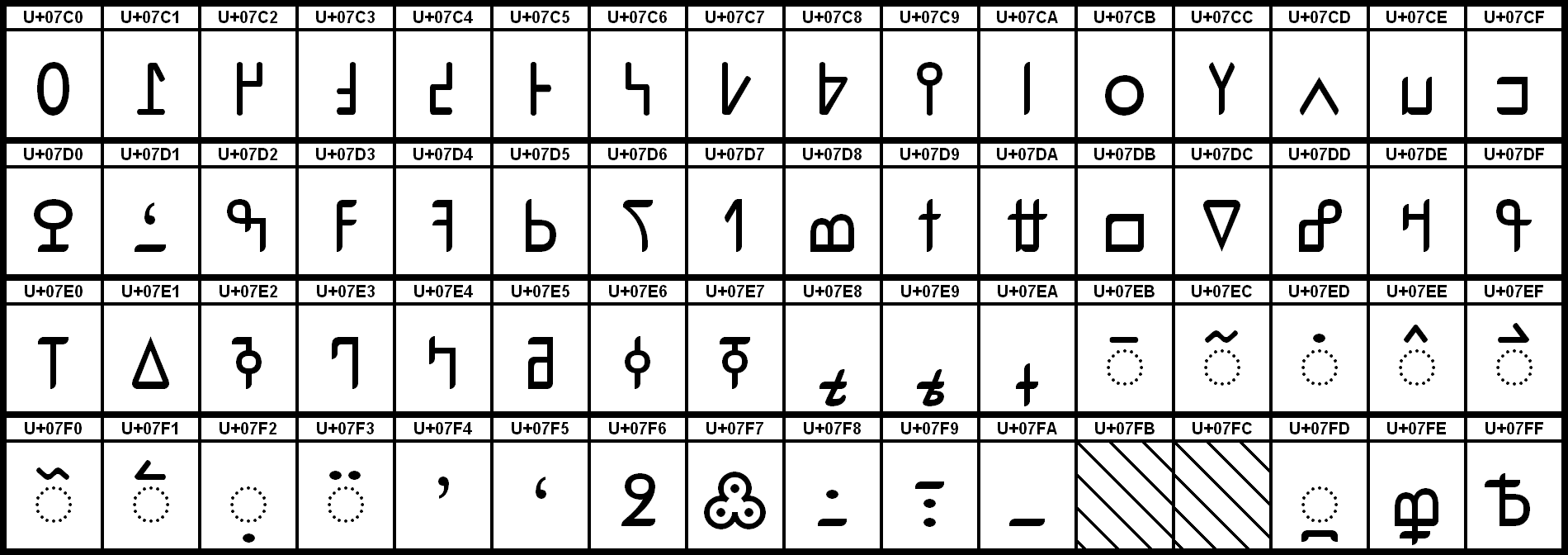
Нко в Юникоде

Растущее применение компьютеров вызвало необходимость разработки способов компьютеризации нко. С 1990 года были предприняты попытки разработать шрифты, а затем даже веб-содержание путём адаптации уже существующего программного обеспечения и шрифтов. Преподавателем Каирского университета Баба Мамади Диане был разработан текстовый процессор для DOS «Koma Kuda». Однако недостаток совместимости программ мешал компьютеризации нко.
ЮНЕСКО поддержало предложение кодирования нко в системе Юникод. В 2004 году рабочей группой ISO WG2 был одобрен проект, представленный тремя преподавателями нко (Баба Мамади Диане, Мамади Думбуя и Карамо Каба Джамме) совместно с Майклом Эверсоном. В 2006 году был одобрен вариант нко для Unicode 5.0 — для этой системы письма отведён диапазон кодов U+07C0…U+07FF.
Pango 1.18+ и GNOME 2.20+ имеют встроенную поддержку письменности нко.

## Литературный язык
Существует стандартная форма нескольких языков манде, использующая письменность нко. Это литературный язык, основанный на «компромиссном диалекте», на котором общаются между собой носители разных языков манде. Они переходят со своего диалекта на диалект, называемый «нко». Нко также называется Кангбе («чистый язык»).
Например, слово «имя» в баманан будет toko, а в манинка — toh. В письменной форме нко каждый напишет его tô, хотя произнесет по-разному.

## Википедия на языке нко
Существует раздел Википедии на языке нко («Википедия на языке нко»), первая правка в нём была сделана в 20?? году. По состоянию на 21:49 (UTC) 10 августа 2025 года раздел содержит 1544 статьи (общее число страниц — 3363); в нём зарегистрировано 5215 участников, один из них имеет статус администратора; 22 участника совершили какие-либо действия за последние 30 дней; общее число правок за время существования раздела составляет 12 370.